# Oi (télécommunications)
Pour les articles homonymes, voir OI.
Oi, initialement Telemar, est le plus grand opérateur de télécommunication au Brésil. Son siège social est situé à Brasília.

## Historique
En septembre 2013, Portugal Telecom fusionne avec Oi, pour créer une nouvelle entreprise nommée CorpCo, basé à Rio de Janeiro, avec un chiffre d'affaires de 19 milliards de dollars et servant 100 millions de clients.
En décembre 2014, Altice est en négociation exclusive avec Oi pour le rachat de Portugal Telecom, pour une somme de 7,4 milliards de dollars. Le 2 juin 2015, Altice rachète Portugal Telecom. 
En juillet 2020, Oi en difficulté financière reçoit une offre d'acquisition commune de la part de Claro, TIM et Telefonica de 3,2 milliards de dollars. Cette offre est confirmée et acceptée en décembre 2020.